# Ligerz (Adelsgeschlechter)

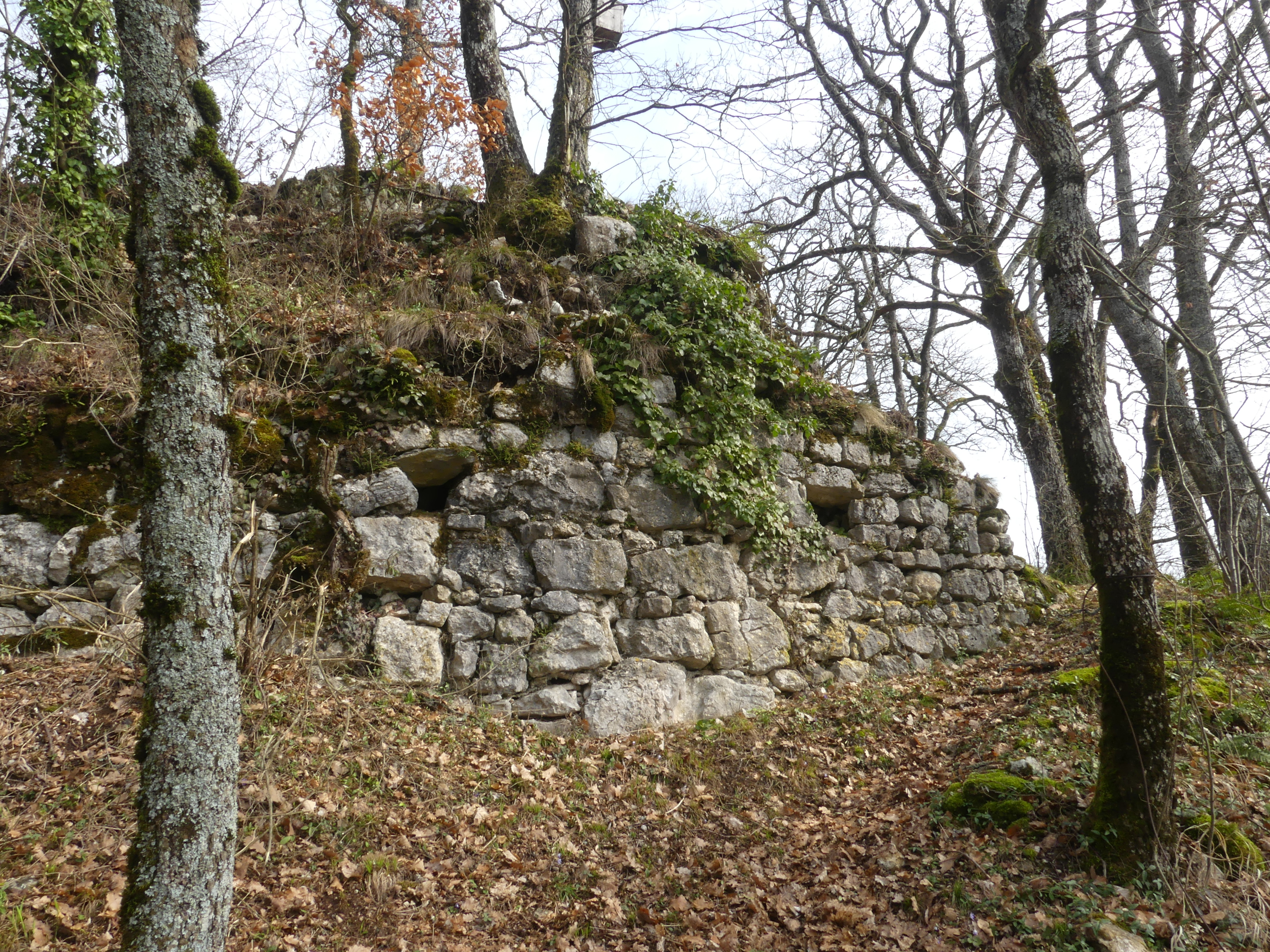
Reste der Stammburg (2021)

Die älteren Herren von Ligerz (französisch de Gléresse) waren ein Adelsgeschlecht, das um 1404 die Herrschaft Ligerz am Bielersee veräusserte und 1586 im Mannesstamm erlosch. Eine andere Familie von Ligerz stieg über Heiraten in den Kreis des Adels auf und erwarb zuletzt den Baronentitel. Ihr letzter Abkömmling starb 1819.

## Ältere Familie der Herren von Ligerz

### Geschichte

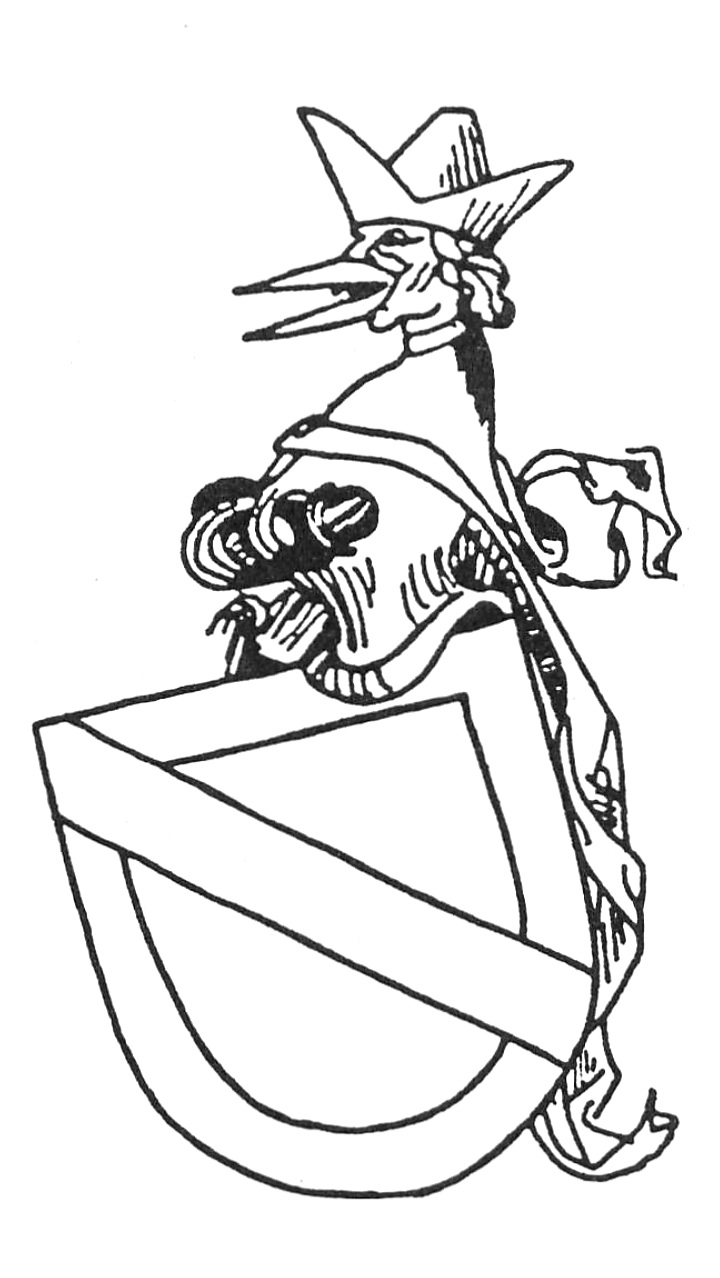
Wappen der älteren Herren von Ligerz, Armorial Grünenberg, 1483

Die älteren Herren von Ligerz wurden 1178 erstmals urkundlich erwähnt, ihre Stammburg (heute Festi genannt) im Jahr 1236. Sie waren Vasallen und Lehnsnehmer der Grafen von Nidau, die das Hochgericht hielten. Die Herrschaft wurde 1358 geteilt und Ende des 14. Jahrhunderts an Biel verpfändet. Eine Hälfte der Herrschaft kam über die von Büren 1409 an Biel. Die andere Hälfte wurde 1404 an die Familie Muleren veräussert. Urban von Muleren verkaufte diese 1469 an die Stadt Bern.
Bernhard von Ligerz erbte 1404 über die Linie seiner Mutter, Béatrice de Montsaugeon, die Herrschaft von Bavois, die bis 1507 gehalten werden konnte. Franz von Ligerz war Herr von Bonvillars und von 1572 bis 1576 Vogt von Romont. Nach einer Reise ins Heilige Land wurde er zum Ritter des Heiligen Grabes ernannt. Er starb 1586 ohne männliche Nachkommen.

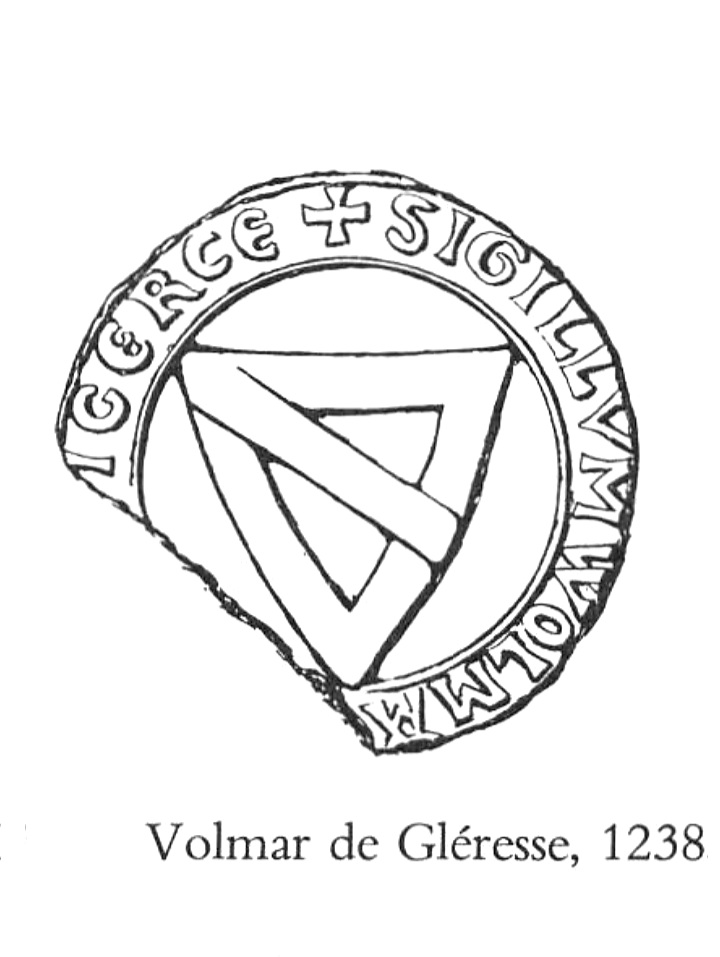
Wappensiegel des Volmar de Gléresse (von Ligerz), 1238

### Persönlichkeiten
- Heinrich von Ligerz († nach 1356), Thesaurar von Kloster Einsiedeln

### Wappen
Volmar von Ligerz führte 1238 ein Siegel mit einem Schild, darin ein Schildchen, mit einem Schrägbalken. Dieses Wappen (Tingierung: Blaues Schildchen in Gold mit rotem Schrägbalken; Helmdecken blau-golden) wurde später fälschlicherweise einer Linie der jüngeren Familie von Ligerz zugeordnet.

## Jüngere Familie vom Stamm Costel

### Geschichte
Heini de Costel wurde 1380 erstmals erwähnt, als er bei Ligerz (in Schafis) zwei Gärten am See erwarb. Die Costels waren Gastwirte und Maires sowie Eigenleute der Herren von Ligerz. Sein Sohn Rudi Heineli genannt «von Ligerz» erwarb 1420 die «Herrschaftsmühle» zusammen mit der Bachmühle in Kleintwann von den Herren. Mit diesem Kauf legte er den Grundstein für den Aufstieg und Reichtum seiner Familie. Bis zur Liquidation von 1814 blieb der Bodenzinsbesitz unverteilt. Sie kauften sich 1406 und 1485 von Leibeigenschaft, Steuern und Fronen los. Als Ausburger waren sie Biel und Bern gegenüber leistungspflichtig. Die Familie liess sich um 1480 in La Neuveville nieder. Dank ihren Heiratsverbindungen erhielt sie den Adelstitel. Häufig konnten die Ämter des Kastlans des Schlossbergs und des Maires der Stadt besetzt werden.

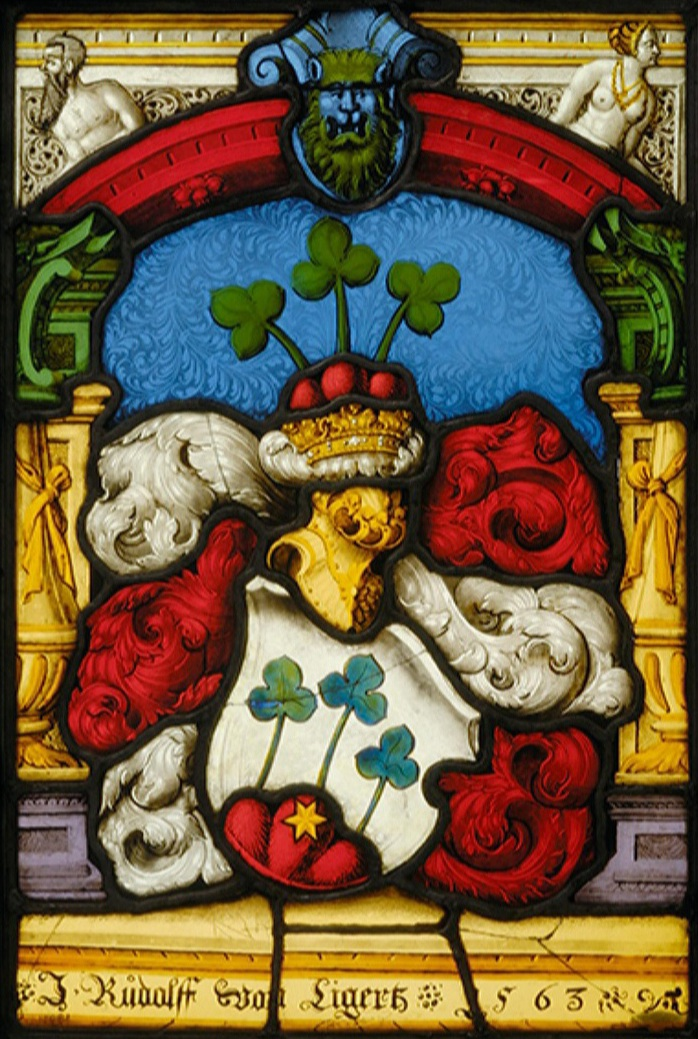
Wappenscheibe des Rudolf von Ligerz, 1563: drei Kleeblätter auf einem Dreiberg, jener belegt mit einem Stern als Beizeichen

Rudolf von Ligerz (II.) errichtete mit seiner Frau Claudine Perusset 1555 den «Hof» bei Ligerz (Rebbaumuseum am Bielersee). Die Söhne seines Bruders Petermann begründeten drei Linien:

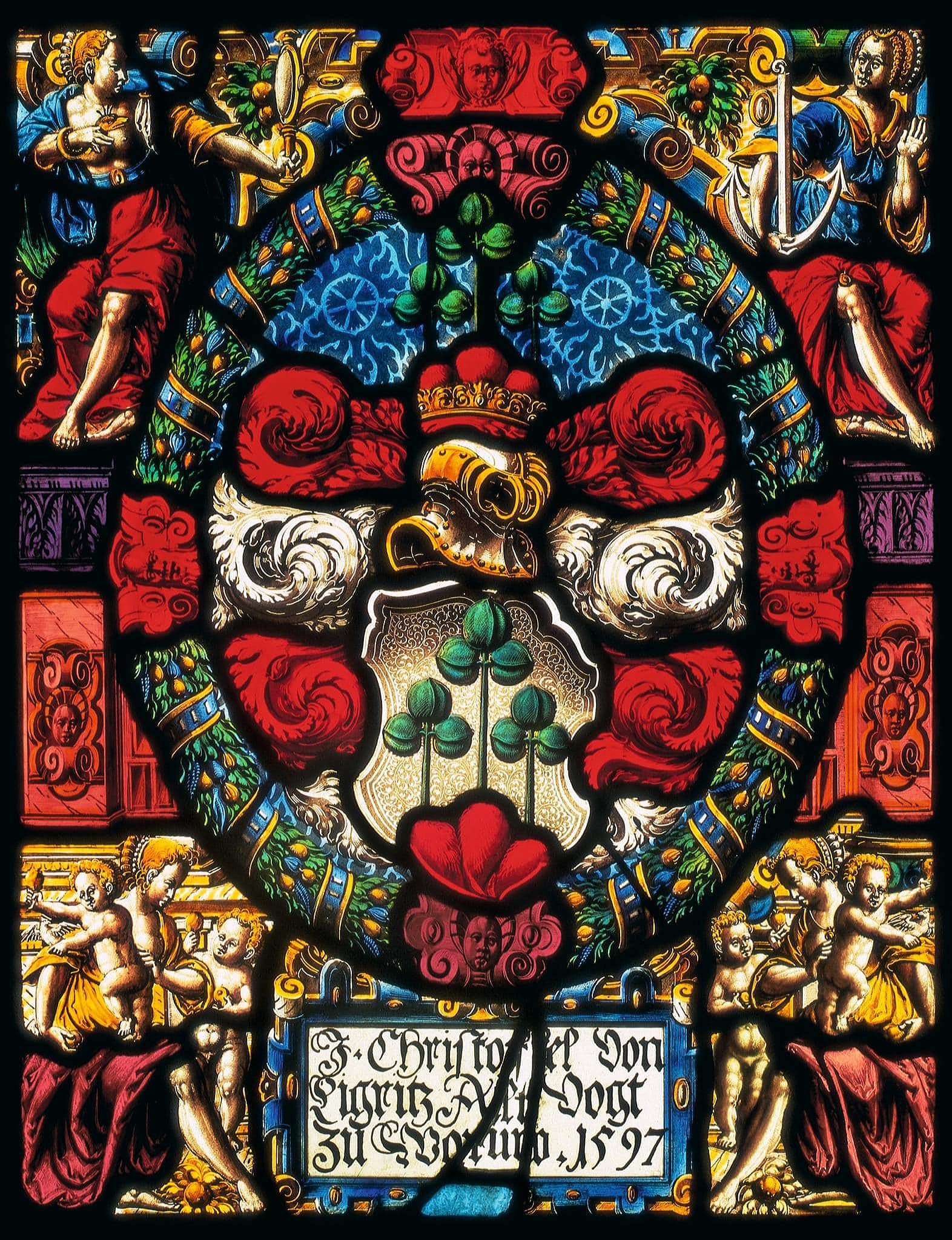
Wappenscheibe des Alt-Vogts Christoph von Ligerz, 1597

- La Neuveville/Freiburg: Franz Georg von Ligerz erwarb durch die Heirat mit einer Kageneck den Baronentitel. Mit seinen Enkeln starben 1817–1819 die letzten männlichen Nachkommen.
- Bern: Erloschen 1660.
- Freiburg: Vögte und Ratsherren; erloschen 1814.

Der Familienbesitz auf dem Gebiet der heutigen Gemeinde Ligerz wurde 1814 verkauft. Rupert Maria Janvier von Ligerz (1752–1819) starb als Letzter seiner Familie im luzernischen Exil.

### Persönlichkeiten
- Vinzenz von Ligerz (um 1534–1610), Kastlan des Schlossbergs und Maire von La Neuveville; liess 1578 das Hôtel de Gléresse umbauen
- Petermann von Ligerz (um 1558–1628), Kastlan des Schlossbergs und Maire von La Neuveville
- Franz Georg von Ligerz (1672–1740), Kastlan des Schlossbergs und Maire von La Neuveville, Hofrat des Fürstbischofs von Basel
- Konrad von Ligerz (1706–1777), Kastlan der Ajoie, 1763 Landhofmeister; Bauherr des Hôtel de Gléresse in Porrentruy
- Hermann von Ligerz (1739–1817), Basler Domherr und Grossarchidiakon

### Bedeutende Bauten
- «Hof» (Le Fornel) in Schafis bei Ligerz
- Hôtel de Gléresse in La Neuveville, 1578 erweitert und umgebaut, bis 1804 im Familienbesitz
- Hôtel de Gléresse in Porrentruy, erbaut 1751; Entwurf von Johann Caspar Bagnato
- Burg Petit-Vivy, 1623 bis 1799 im Familienbesitz
- Landschaftsgarten Ermitage in Arlesheim, 1785 und 1812.

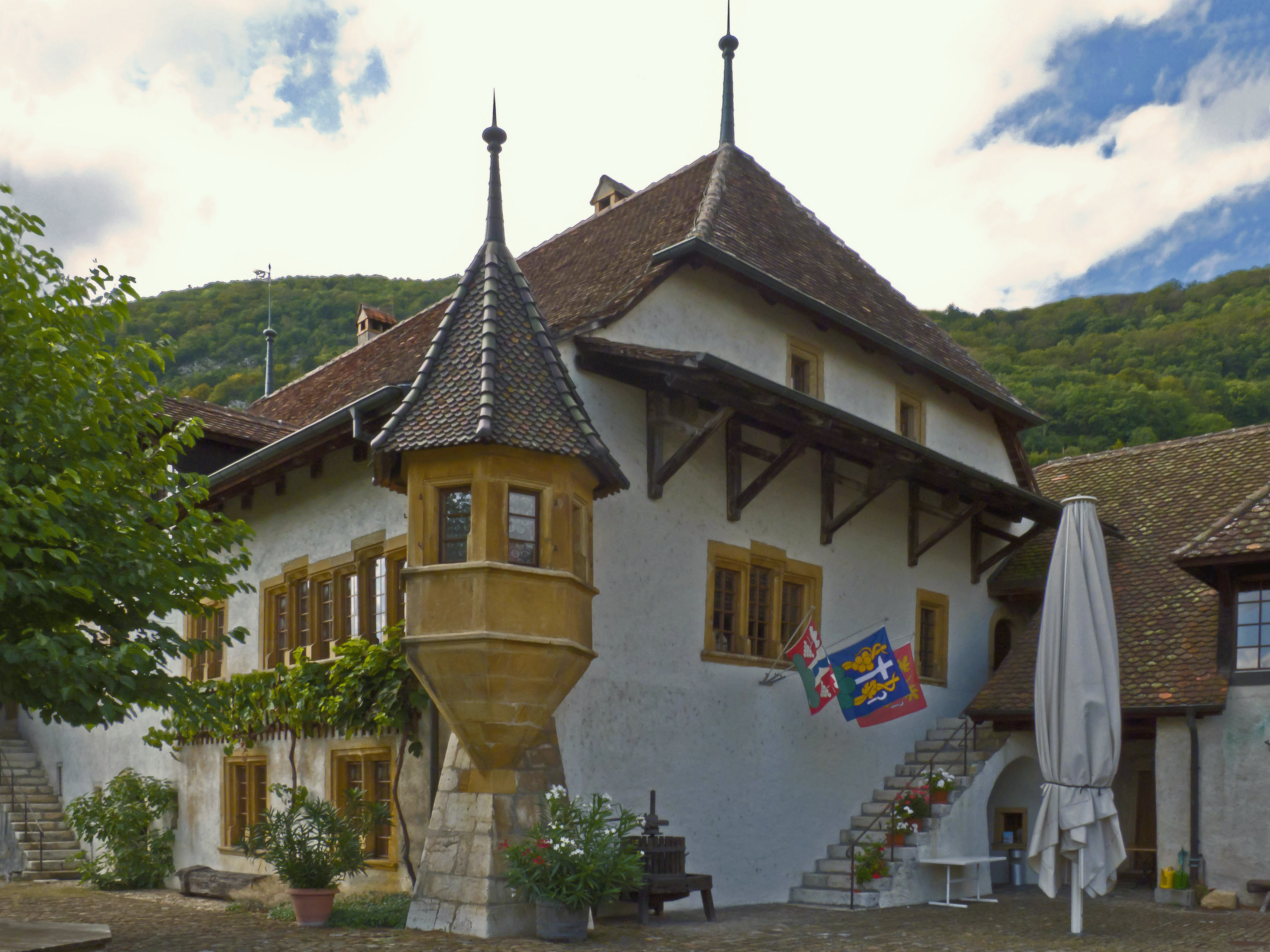
«Hof» Ligerz
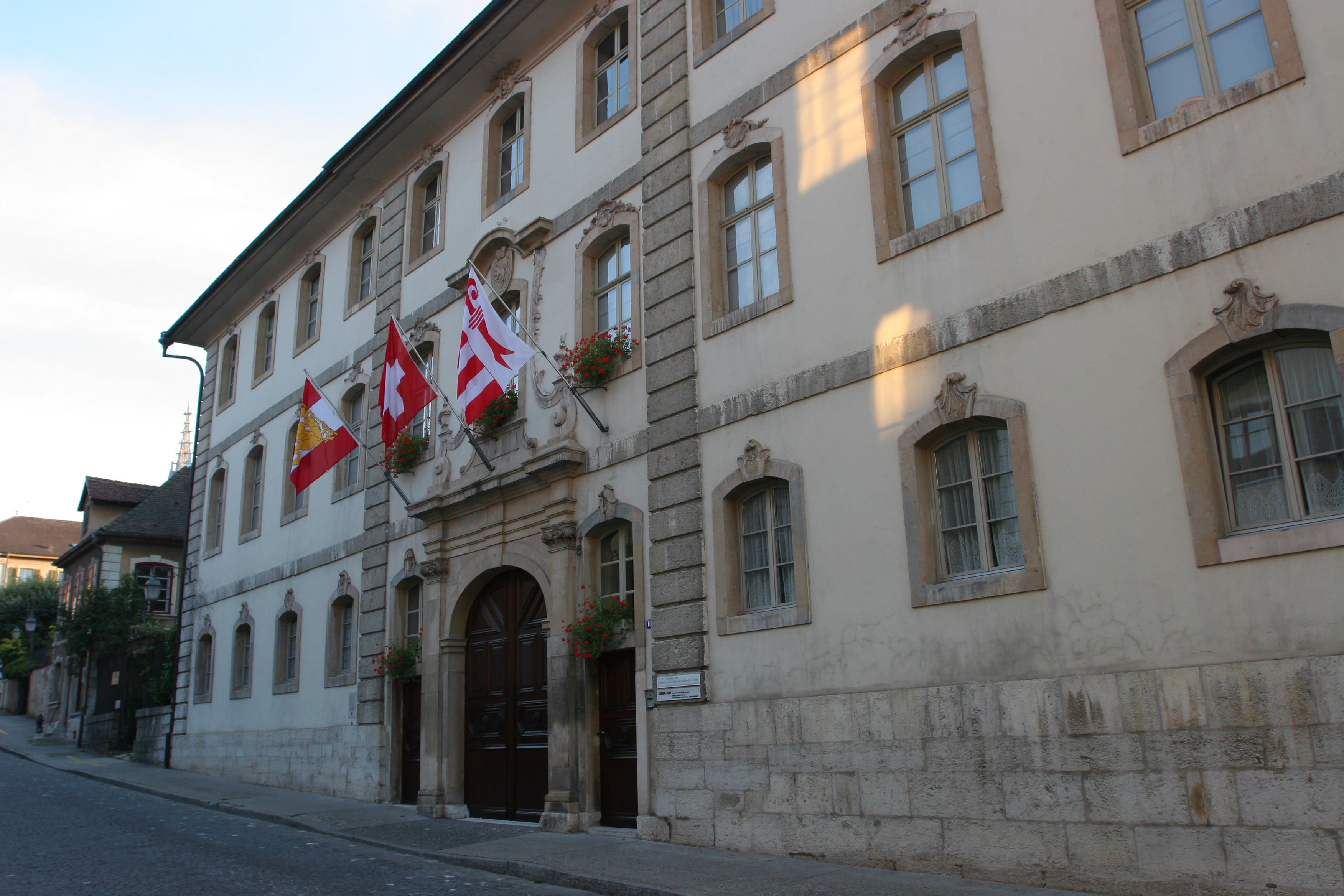
Hôtel de Gléresse in Porrentruy
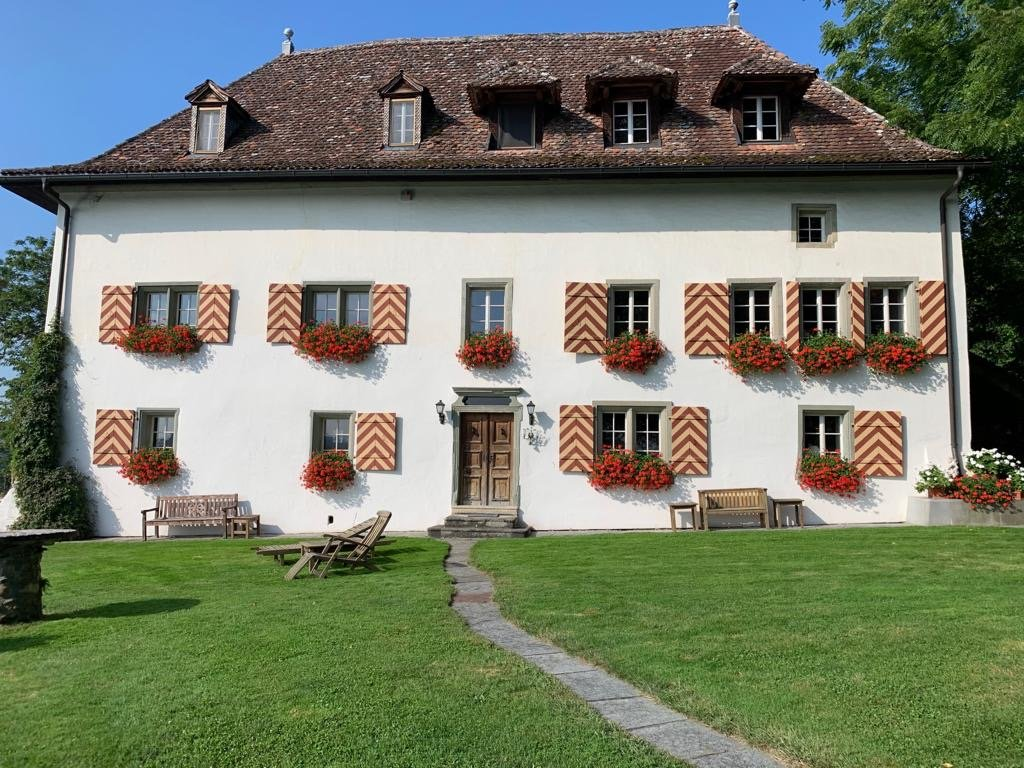
Manoir, Burg Petit-Vivy
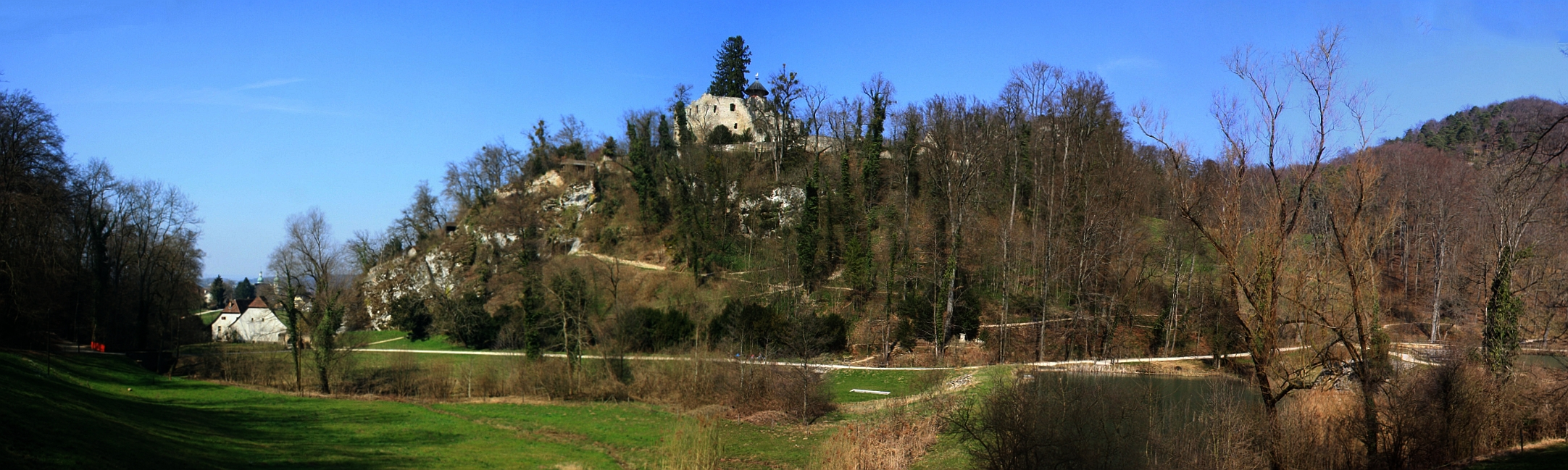
Ermitage in Arlesheim

### Wappen
Blasonierung: In Silber auf einem roten Dreiberg, drei grüne Kleeblätter. Auf dem gekrönten Helm der Dreiberg mit den Kleeblättern. Die Helmdecken sind rot-silbern.